# Phanerotomella longitemporalis
Phanerotomella longitemporalis är en stekelart som beskrevs av Herbert Zettel 1989. Phanerotomella longitemporalis ingår i släktet Phanerotomella och familjen bracksteklar. Inga underarter finns listade i Catalogue of Life.